# Ulrich von Jungingen
Ulrich von Jungingen (1360-15 de julio de 1410) fue el vigésimo sexto Gran maestre de la Orden Teutónica, cargo que ocupó entre 1407 y 1410. 
Ulrich nació alrededor de 1360 en una noble familia alemana proveniente de Suabia, y más tarde entró en la orden junto con su hermano mayor Konrad. Desde 1383, ocupó diferentes cargos en Prusia antes de llegar al cargo de mariscal de la orden en 1404. Después de la muerte de su hermano, que había sido gran maestre, se convirtió en su sucesor el 26 de junio de 1407. Una de sus principales tareas fue la pacificación permanente de la provincia de Samogitia, que había sido concedida a la orden en 1398 por el tratado de Salynas. Sin embargo, la orden no pudo asegurar su soberanía, y en 1409 Vitautas, el gran duque de Lituania, apoyó un levantamiento de los samogitios. Debido a que Polonia se negó a garantizar una tregua mientras la orden estaba luchando contra sus oponentes lituanos, Ulrich decidió atacar Polonia.
Al principio, este plan parecía ser convincente, pero resultó ser un error fatal. A finales del verano de 1409, la orden comenzó un ataque exitoso contra los polacos que dio lugar a una tregua de nueve meses. Cuando se reanudaron las hostilidades, el rey Vladislao II de Polonia se había aliado con Vitautas, mientras que Segismundo, rey de Hungría, y Wenceslao, rey de Bohemia, no proporcionaron la ayuda que el gran maestre había esperado. El 15 de julio de 1410, el ejército de la orden chocó con el ejército polaco-lituano cerca de las aldeas de Tannenberg y Grunwald. Después de una batalla feroz, la orden sufrió la derrota más dramática de su historia. Ulrich y más de 200 hermanos caballeros murieron en combate. Su cuerpo fue posteriormente recuperado del campo de batalla y enterrado en la capilla del castillo de Mariemburgo (actual Malbork). Debido a su decisión para la guerra, Ulrich a menudo ha sido etiquetado como un imprudente, pero los historiadores modernos han desarrollado una visión más equilibrada del personaje.